# Hypoxylon anthochroum
Hypoxylon anthochroum är en svampart som beskrevs av Berk. & Broome 1875. Hypoxylon anthochroum ingår i släktet Hypoxylon och familjen kolkärnsvampar.   Inga underarter finns listade i Catalogue of Life.